# Không lực 8
Không lực 8 (Không lực Chiến lược) là một đơn vị không quân cấp Không lực mang số (NAF) thuộc Bộ Tư lệnh Không lực Không kích Toàn cầu (AFGSC) của Không quân Hoa Kỳ. Tổng hành dinh của đơn vị được đặt ở Căn cứ Không lực Barksdale, Louisiana. Chức năng của đơn vị là Không lực Chiến lược – Tấn công Toàn cầu, một bộ phận chiến đấu của Bộ Tư lệnh Chiến lược Hoa Kỳ (USSTRATCOM). Không lực 8 bao gồm các đơn vị máy bay ném bom chủ lực của Không quân Hoa Kỳ như máy bay ném bom tàng hình đa nhiệm hạng nặng Northrop Grumman B-2 Spirit, máy bay ném bom siêu thanh hạng nặng Rockwell B-1 Lancer và máy bay ném bom chiến lược phản lực Boeing B-52 Stratofortress.
Không lực 8 có định danh ban đầu là Bộ Tư lệnh Ném bom VIII, được thành lập vào ngày 19 tháng 1 năm 1942 và đóng quân ở căn cứ không quân RAF Daws Hill, thuộc thị trấn High Wycombe của Anh. Đơn vị được đổi tên thành Không lực 8, Không lực Lục quân (Eighth Air Force) vào ngày 22 tháng 2 năm 1944, và là đơn vị không quân chiến lược của Không lực Lục quân Hoa Kỳ tại Mặt trận châu Âu trong Chiến tranh Thế giới thứ 2. Đơn vị hoạt động chủ yếu tại khu vực Bắc Âu, chịu trách nhiệm ném bom chiến lược vào các mục tiêu của phe Trục ở Pháp, Vùng đất Thấp và Đức Quốc Xã, chiến đấu trực tiếp với Không quân Đức Quốc Xã đến khi Đức đầu hàng vào tháng 5 năm 1945. Đây là đơn vị cấp Không lực lớn nhất từng được Không lực Lục quân Hoa Kỳ triển khai trong Chiến tranh Thế giới thứ 2 về số lượng nhân sự, máy bay và trang thiết bị.
Trong Chiến tranh Lạnh (1945-1991), Không lực 8 là một trong ba Không lực chủ chốt của Bộ Tư lệnh Không quân Chiến lược (SAC) của Không quân Hoa Kỳ, có tổng hành dinh ở Căn cứ Không lực Westover, Massachusetts, phụ trách các đơn vị ném bom chiến lược và tên lửa đạn đạo ở quy mô toàn cầu. Các đơn vị của Không lực 8 đã tham gia vào nhiều chiến dịnh không kích trong Chiến tranh Triều Tiên, Chiến tranh Việt Nam và Chiến dịch Desert Storm trong Chiến tranh Vùng Vịnh.
1. 1 2  "Eighth Air Force (Air Forces Strategic) (ACC)".